# František Bass
František Bass, známý též jako Franta Bass (4. září 1930 Brno – po 28. říjnu 1944 Auschwitz), byl český dětský básník židovského původu.

## Život
Byl synem Hanse Basse (1895–1944) a Heleny Bassové (1902–1944), rozené Wallerové. Oba rodiče zahynuli v Osvětimi, společně se synem.
V jedenácti letech byl 2. prosince 1941 deportován z Brna do koncentračního tábora v Terezíně. Dne 28. října 1944 byl spolu s rodiči z Terezína deportován do vyhlazovacího tábora v Osvětimi, kde zahynul. Bylo mu 14 let.

## Dílo
Mezi nejslavnější dochované básně, které napsal, patří Zahrada, kterou napsal v Terezíně:
Zahrádka malá

plná růží, voní

cestička je úzká

chlapeček prochází po ní.

Chlapeček malý, hezoučký

jak poupě rozkvétající

až poupě rozkvete

chlapeček už nebude.